# Mamba's
Mamba's (Dendroaspis) zijn een geslacht van slangen uit de familie koraalslangachtigen (Elapidae). Er zijn vier soorten, die voorkomen in tropisch Afrika. Alle soorten hebben een krachtig vergif en zijn ook erg snel, mamba's worden in Afrika als de gevaarlijkste slangen beschouwd.
Mamba's zien er uiterlijk ongeveer hetzelfde uit maar verschillen in levenswijze. Van de vier soorten zijn er drie aan te merken als boombewonend, alleen de zwarte mamba is een bodembewoner.
Alle soorten worden gevreesd om hun snelheid en het krachtige gif dat het zenuwstelsel aantast en fataal kan zijn. De zwarte mamba (Dendroaspis polylepis) is het beruchtst, vanwege het agressieve karakter van deze mamba. Mamba's zijn verwant aan cobra's en kennen een dreighouding door het opensperren van de bek. Hierbij wordt de basis van de nek verbreed, net als bij cobra's, zij het niet zo sterk.

## Naam en indeling

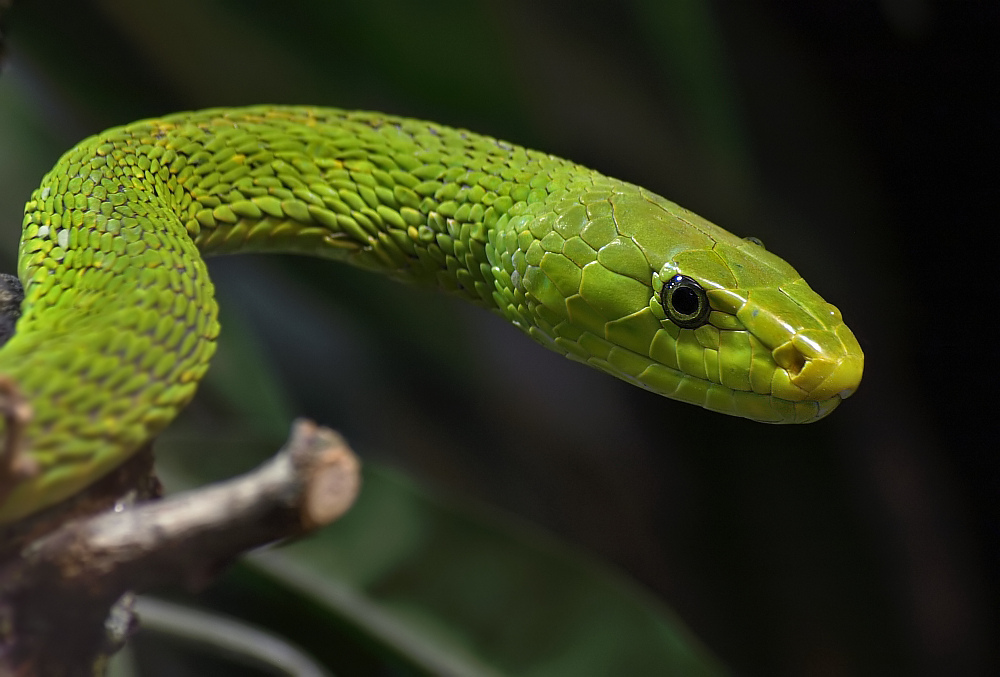
Kop van de groene mamba.

Mamba's behoren tot de koraalslangachtigen (Elapidae), alle vertegenwoordigers van deze familie zijn giftig, voorbeelden zijn de cobra's (Naja), de zeeslangen (Hydrophidae) en de kraits (Bungarus). De wetenschappelijke naam van de groep werd voor het eerst voorgesteld door Hermann Schlegel in 1848. 
De geslachtsnaam Dendro-aspis betekent vrij vertaald 'boomadder'. Mamba's horen niet tot de familie van adders (Viperidae), maar vroeger werden alle giftige slangen met 'adder' aangeduid. De Nederlandstalige naam mamba is afkomstig uit de Afrikaanse taal Swahili. In het Swahili betekent het woord 'mamba' letterlijk krokodil.
Ook wat betreft de kleuren klopt de naamgeving niet helemaal. De groene mamba is vaak groen van kleur maar kan ook geel, grijs of bruin zijn. De zwarte mamba is nooit zwart maar heeft een bruine tot grijze lichaamskleur. De naam zwarte mamba is dan ook niet afgeleid van de kleur van het lichaam zelf maar van de zwarte binnenzijde van de bek die getoond wordt om vijanden af te schrikken.
De wetenschappelijke soortnamen van de verschillende soorten zijn accurater, de groene mamba heeft viridis als soortaanduiding, wat 'groen' betekent. De Jamesons mamba heeft jamesoni als soortaanduiding wat een eerbetoon is aan de bioloog Robert Jameson. De soortaanduiding van de zwarte mamba ten slotte, polylepis, betekent letterlijk veel (poly) - schubbig (lepis).
Er is in het verleden veel verwarring geweest over de indeling van de kleurvormen, lichaamsvorm en schubpatronen van de mamba's. Lange tijd werd gedacht dat de diverse soorten in feite verschillende kleurvariaties van dezelfde soort waren. Ook werden lange tijd slechts twee soorten erkend; de zwarte mamba en de groene mamba. Later werden ook de andere twee soorten als zodanig erkend.
Er worden tegenwoordig vier soorten onderscheiden, waarvan alleen Jamesons mamba (Dendroaspis jamesoni) vertegenwoordigd wordt door twee ondersoorten.

### Overzicht van de soorten mamba's
Het geslacht omvat de volgende soorten, met de auteur en het verspreidingsgebied.
| Afbeelding | Naam                                   | Auteur          | Verspreidingsgebied |
| ---------- | -------------------------------------- | --------------- | --- |
|            | Smalkopmamba (Dendroaspis angusticeps) | Smith, 1849     | Zimbabwe, Tanzania, Mozambique, Kenia, Congo-Kinshasa, Malawi, Zuid-Afrika |
|            | Jamesons mamba (Dendroaspis jamesoni)  | Traill, 1843    | Ghana, Togo, Nigeria, Kameroen, Guinea, Gabon, Principe, Benin, Centraal-Afrikaanse Republiek, Congo-Kinshasa, Congo-Brazzaville, Kenia, Oeganda, Rwanda, Burundi, Equatoriaal-Guinea, Angola, Soedan, Zambia                                                           |
|            | Zwarte mamba (Dendroaspis polylepis)   | Günther, 1864   | Angola, Botswana, Burkina Faso, Centraal-Afrikaanse Republiek, Congo-Kinshasa, Eritrea, Senegal, Guinea, Guinee-Bissau, Kameroen, Ethiopië, Ivoorkust, Kenia, Malawi, Mozambique, Namibië, Zuid-Afrika, Somalië, Swaziland, Tanzania, Oeganda, Zambia, Zimbabwe, Soedan |
|            | Groene mamba (Dendroaspis viridis)     | Hallowell, 1844 | Gambia, Senegal, Guinea, Guinee-Bissau, Liberia, Ivoorkust, Ghana, Sierra Leone, Benin, Togo, Nigeria, mogelijk in de Centraal-Afrikaanse Republiek |

## Verspreiding en habitat

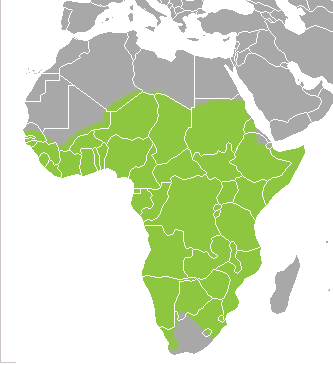
Verspreidingsgebied van de mamba's in Afrika in groen.

Mamba's komen uitsluitend voor in Afrika. De vier soorten hebben verschillende verspreidingsgebieden, tezamen komen ze voor in het grootste deel van het continent. Mamba's komen voor van laaglanden op zeeniveau tot een hoogte van 1200 meter boven zeeniveau.
De zwarte mamba en de smalkopmamba komen het zuidelijkst voor tot in delen van Zuid-Afrika. In grote delen van Zuid-Afrika ontbreken de mamba's omdat hier geen bossen zijn maar graslanden die gebruikt worden voor de veeteelt. In het noordelijke deel van Afrika, zoals Noord-Afrika en in en rond de Sahara komen geen mamba's voor, hier is het te droog. De zwarte mamba heeft de noordelijkste verspreiding van alle soorten en komt voor tot in delen van Mali.
Mamba's zijn echte boombewoners, uitgezonderd de zwarte mamba, die meer op de bodem leeft. De overige soorten leven vaak op enige hoogte en kruipen over de takken op zoek naar prooi. Mamba's zijn solitaire dieren die in een vrij hoge dichtheid kunnen voorkomen. Van de smalkopmamba is bekend dat er vijf exemplaren in een enkele boom kunnen worden aangetroffen. De populatiedichtheid van deze slang is in sommige streken twee- tot driehonderd exemplaren per vierkante kilometer.
De zwarte mamba leeft in holen in de grond of spleten in rotsen. Onder andere holen in termietennesten en verlaten holen van zoogdieren worden gebruikt als schuilplaats. Mamba's zijn 's nachts actief en houden zich overdag vaak schuil. Soms wordt overdag een zonnebad genomen om de lichaamstemperatuur te verhogen.

## Uiterlijke kenmerken

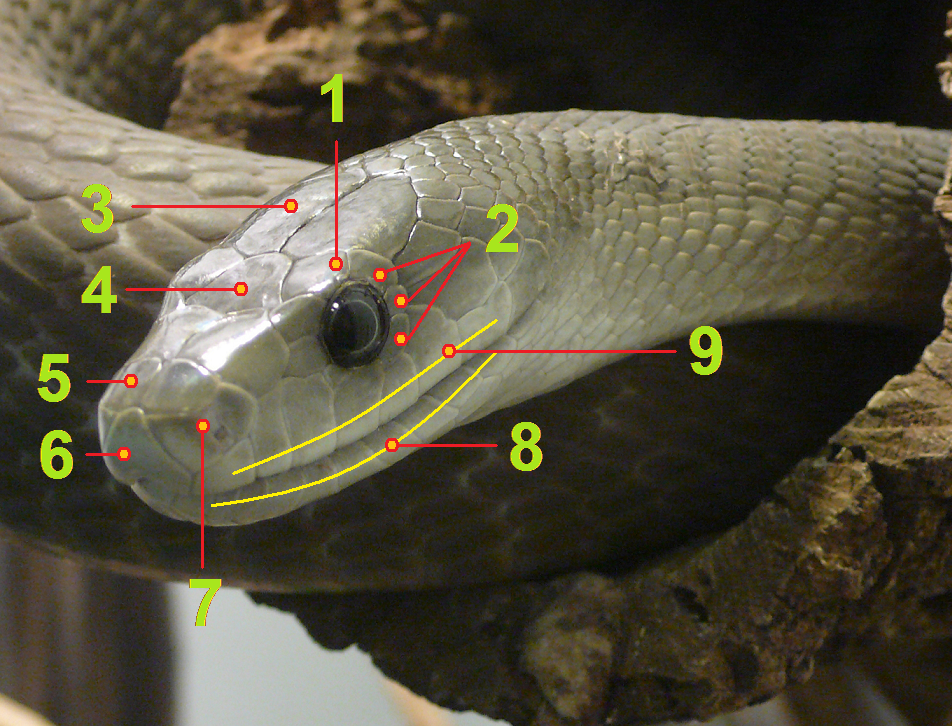
Schubben van de kop van de zwarte mamba.

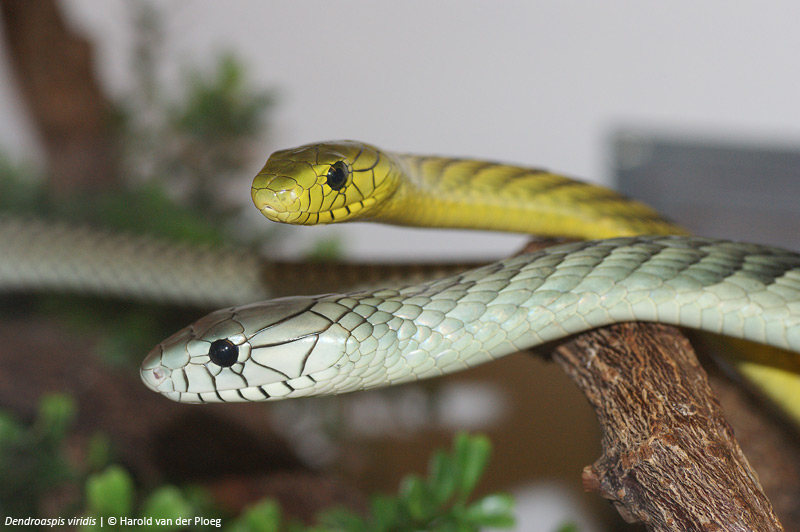
Twee exemplaren van de groene mamba, duidelijk te zien is dat er verschillende kleurvariaties zijn.

Mamba's zijn grote en lange boomslangen die een indrukwekkende gestalte hebben. Ze hebben een zeer langwerpige lichaamsvorm in vergelijking met veel andere slangen. Het lichaam en de staart zijn dun en de kop van alle soorten is duidelijk langwerpig. De vier soorten mamba's verschillen onderling sterk in lichaamslengte. De groene mamba kan 2,8 meter lang worden, maar de meeste exemplaren zijn kleiner dan twee meter. De zwarte mamba wordt veel langer en bereikt een gemiddelde lichaamslengte van ongeveer 2,5 meter maar er zijn uitschieters bekend tot 4,3 meter. Het is hierdoor de grootste giftige slang van Afrika.
De ogen van de mamba zijn relatief groot en rond, de pupil is rond van vorm. De kop van de mamba's is voorzien van grote, dikke schubben die voor een stevige bepantsering zorgen. Op de afbeelding rechts is het schubbenpatroon van de kop afgebeeld. Het oog wordt beschermd door verschillende schubben, de grootste is boven het oog gelegen en wordt de supra-oculaire schub (1) genoemd. Rond het oog is een ring van schubben aanwezig, de circumoculaire schubben (2). De grootste schubben aan de kop zijn aan de achterzijde van de bovenkant gelegen en worden de pariëtale schubben (3) genoemd. De schub op het midden van de kop is de frontale schub (4). De schubben voor de neusgaten worden de prenasale schubben (5) genoemd, aan de snuitpunt is het rostrum (6) gelegen. De neusschubben worden nasale schubben (7) genoemd. De schubben rond de bek zijn de labiaalschubben (labium betekent lip), de schubben in de onderste rij worden de onderlipschubben (8) genoemd en de schubben in de bovenste rij worden aangeduid met bovenlipschubben (9).
De schubbenhuid van het lichaam en de staart zijn voorzien van schubben. De schubbenhuid van de mamba's valt op doordat de schubben vrij groot zijn en glad van structuur. De schubben zijn in schuine rijen geplaatst waardoor het lijkt of het lichaam een bandering heeft. Deze werken isolerend, beschermen het lichaam tegen aanvallen van vijanden en voorkomen ook dat water door de huid verdampt. De schubben overlappen elkaar dakpansgewijs en zijn alleen aan de basis van de schub verbonden met de huid. Hierdoor hebben de schubben en enigszins met de veren van vogels vergelijkbare werking, ze vormen geen strak harnas maar kunnen over elkaar schuiven. Net als bij andere slangen zijn de schubben aan de rugzijde verdeeld in enkele tientallen lengterijen, maar bestaan de buikschubben slechts uit een enkele brede rij.
De lichaamskleur van de meeste soorten -de groene mamba, de smalkopmamba en Jamesons mamba- is meestal groen, maar kan ook grijs tot bruin zijn. De zwarte mamba heeft altijd een grijze tot bruine lichaamskleur en is de enige soort die nooit groen is.
De staart van slangen is het gedeelte van het lichaam achter de cloaca. De staart is aan de bovenzijde moeilijk van de rest van het lichaam te onderscheiden. De schubbenrijen aan de bovenzijde van het lichaam gaan namelijk naadloos over in de staartschubben. Aan de onderzijde is de staart echter goed te zien, vooral is deze af te leiden uit de positie van de cloaca. Daarnaast bestaan de buikschubben van slangen uit een enkele brede schubbenrij, terwijl de staartschubben uit meerdere rijen bestaan. De staart van mamba's is ongeveer een derde van de totale lichaamslengte. De staart dient om het lichaam te ondersteunen tijdens de voortbeweging. Daarnaast wordt de staart gebruikt om het lichaam te ankeren als de slang zich opricht, bijvoorbeeld bij bedreiging of tijdens gevechten tussen de mannetjes in de paartijd.
Mamba's zijn net als andere slangen ontstaan uit hagedissen en bij veel soorten slangen zijn hier nog sporen van te zien, zoals pootrestanten. Bij alle mamba's ontbreken dergelijke sporen volledig.

### Onderscheid met andere soorten
Volwassen mamba's zijn gemakkelijk te determineren aan vorm en lengte, maar jongere slangen zijn te verwarren met andere soorten. Met name jonge exemplaren van slangen uit het geslacht zandrenslangen (Psammophis) zijn gemakkelijk te verwarren. Ook de juvenielen van Philothamnus- soorten lijken op mamba's. De groene soorten kunnen verward worden met de boomslang (Dispholidus typus). Alle genoemde soorten (met uitzondering van de boomslang) zijn voor mensen ongevaarlijke slangen die niet giftig zijn, in tegenstelling tot de mamba's.

## Voedsel

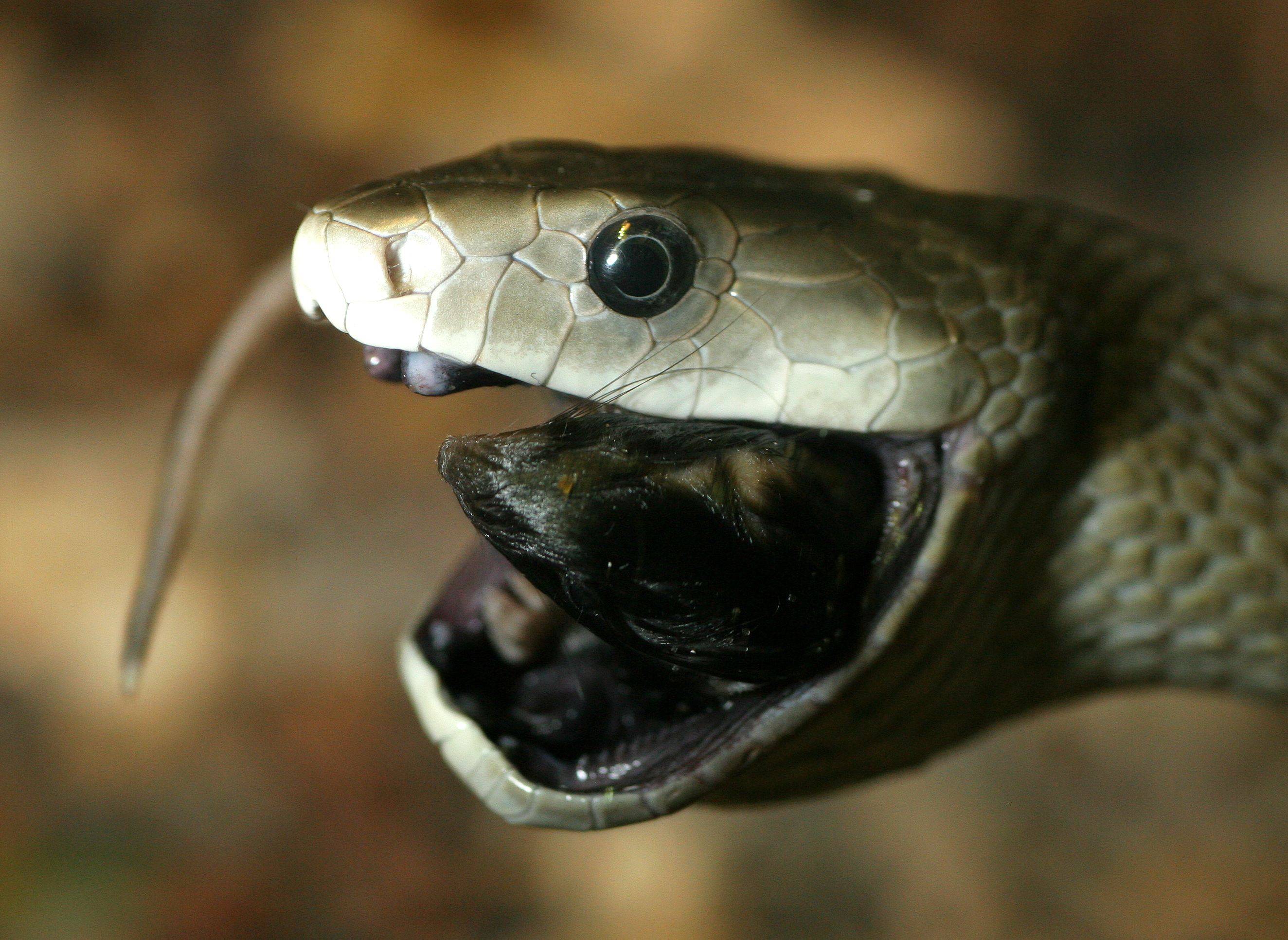
Een etende zwarte mamba.

Mamba's staan hoog in de voedselketen en leven van gewervelde dieren. Daarnaast zijn eieren een belangrijke voedselbron. Prooidieren zijn vaak reptielen als hagedissen, gekko's en kameleons, maar ook andere boombewonende dieren worden gegeten. Daarnaast worden verschillende vogels buitgemaakt, zowel volwassen exemplaren als jonge vogels, deze laatsten worden uit het nest geroofd. Volwassen vogels worden gegrepen als ze zich op de grond bevinden, maar kunnen ook uit de lucht worden geplukt. Er zijn waarnemingen van mamba's die in struiken wachten op suikervogels die op de bloemen afkwamen. De vogels werden tijdens het drinken van de nectar gegrepen en opgegeten. Ook vliegende zoogdieren zoals vleermuizen worden gegrepen. Het hoofdvoedsel van mamba's bestaat uit kleine zoogdieren, zoals knaagdieren en eekhoorns.
Mamba's zijn zeer snel, de soorten die in bomen leven zijn behendige klimmers. De enige bodembewonende soort, de zwarte mamba, is een van de snelste slangen ter wereld. De zwarte mamba kan een snelheid bereiken van 11 kilometer per uur over een kort afstand, dit is vergelijkbaar met een rennende mens. De slang is in staat om met deze snelheid over een zeer ruw terrein te bewegen, zoals rotsen. Op gladde ondergronden zoals asfaltwegen zijn de mamba's langzamer.
Vijanden van mamba's zijn grote roofvogels zoals arenden. Ook van de secretarisvogel (Sagittarius serpentarius) is bekend dat ze slangen zoals mamba's eten. Daarnaast vallen ze ten prooi aan andere slangen, meestal soorten die voornamelijk leven van andere slangen.
Een belangrijke vijand van de mamba zijn mangoesten. Deze zoogdieren hebben een aangeboren afkeer van slangen en kunnen een volwassen mamba doden door deze meerdere malen bliksemsnel in de nek te bijten.

## Voortplanting
Mamba's zijn solitaire dieren, maar tijdens de paartijd zoeken de mannetjes en vrouwtjes elkaar op voor de voortplanting. Als mannetjes elkaar tegenkomen gaan ze een gevecht aan. Hierbij wordt het lichaam opgericht en wordt getracht de opponent tegen de bodem te drukken. Meestal is dit een gevecht op punten, waarbij het zwakkere mannetje al snel het hazenpad kiest. Er is ook waargenomen dat de mannetjes naar elkaar uithalen. Mamba's zijn eierleggend en de vrouwtjes zetten de eieren af op de bodem.
De wijfjes zetten de eieren af in een nest, het aantal eieren en de nestvorm is afhankelijk van de soort. De vrouwtjes van de zwarte mamba zetten 12 tot 17 eieren af en verbergen deze in nesten van termieten. Nadat de eieren zijn afgezet herstellen de termieten de schade zodat ze worden ingemetseld. Een dergelijk nestgedrag is ook bekend van enkele varanen, zoals de Bengaalse varaan (Varanus bengalensis).
Wijfjes van de groene mamba's blijven kleiner en zetten minder eieren af, hooguit tien in totaal. De eieren van boombewonende soorten worden afgezet in bomenholten, onder objecten als houtblokken of in de strooisellaag.
Bij de mamba's is geen enkele vorm van broedzorg bekend, als de juvenielen uit het ei kruipen staan ze er alleen voor. Ze zijn bij hun geboorte al zo'n 40 tot 60 centimeter lang en zijn in staat kleine prooidieren te doden. Jonge mamba's groeien zeer snel en kunnen na een jaar al een lichaamslengte bereiken van 1,8 meter.

## Mamba's en de mens

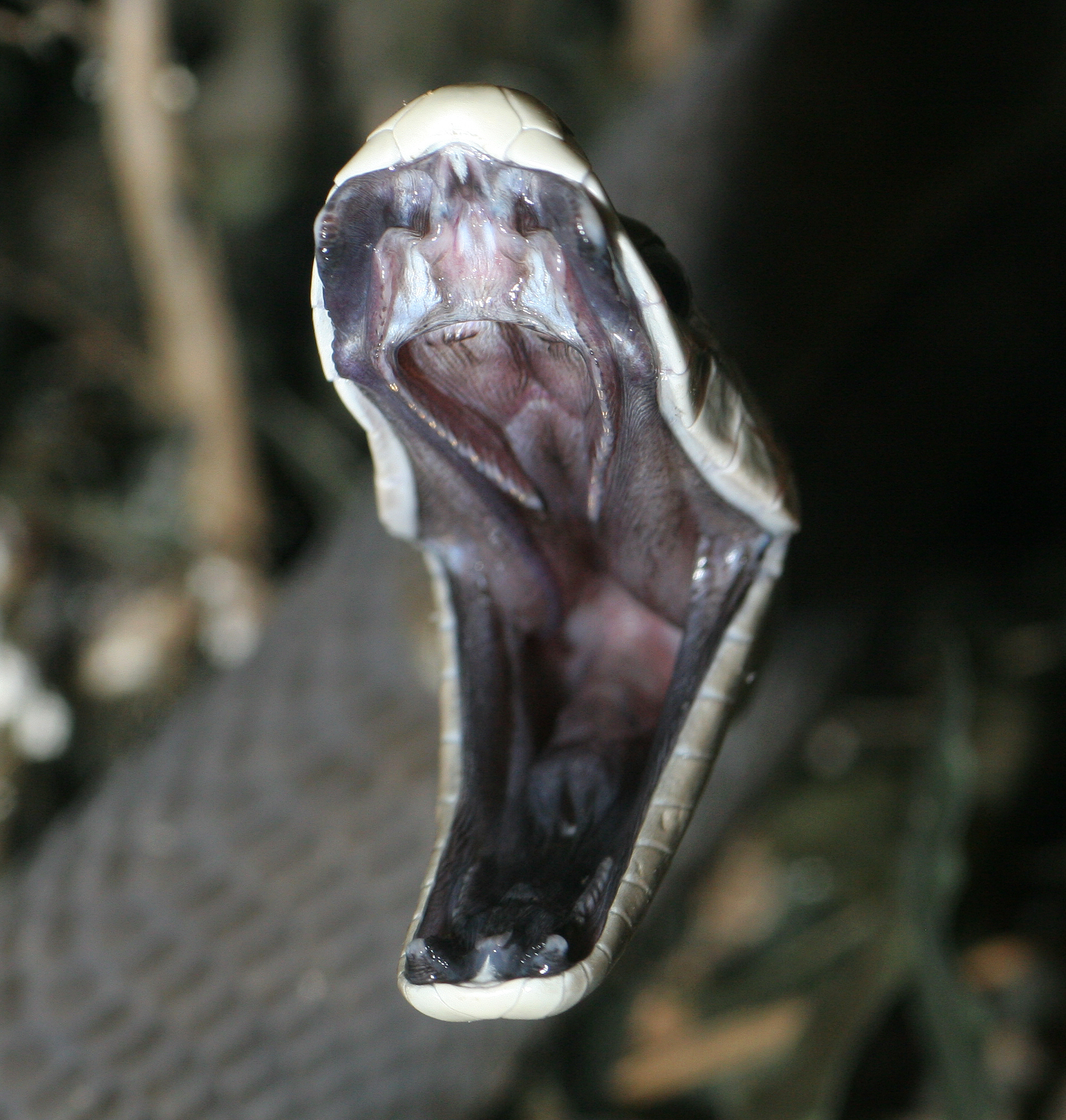
Een bijtende zwarte mamba.

Mamba's zijn berucht en hoewel het beter is een confrontatie te voorkomen, zijn veel verhalen over de slang overdreven. De dieren zijn heel giftig en tevens heel snel, maar gebruiken hun gif het liefst om prooien te verlammen en de snelheid wordt bij voorkeur ingezet om te vluchten. Mamba's zijn vaak beschreven als agressieve monsters, maar beschrijvingen van wetenschappers die de dieren in het wild hebben gezien getuigen van een heel andere aard van de slangen.
Een beroemde onderzoeker van giftige slangen die vele mamba's heeft gevangen is Constatine Ionides. Ionides ving naar schatting 3000 groene mamba's en duizenden zwarte mamba's. Hij gebruikte verschillende vangtechnieken en zette vogels in als lokaas.

### Beet
Slangen zijn maar zelden agressief tegen mensen, aangezien mensen veel te groot zijn om als prooi in aanmerking te komen. Giftige slangen zijn vaak zuinig met hun gif, omdat ze zelden prooidieren tegenkomen. Mamba's zullen daarom meestal proberen te vluchten en kruipen vaak een hol in. Als een mamba in het nauw wordt gedreven neemt hij een dreighouding aan. Hierbij wordt het lichaam opgericht, zodat de kop van de mamba ruim een meter boven de bodem uitkomt. Daarnaast wordt de hals verbreed en wordt lucht uitgeblazen waarbij een sissend geluid wordt geproduceerd.
Als een mens wordt gebeten door de slang wordt een vergif ingebracht dat meestal snel de bloedbaan bereikt. Het vergif van alle mamba's is sterk neurotoxisch en werkt in op het zenuwstelsel. Het vergif heeft daarnaast een verterende werking. Zonder medische behandeling loopt een beet meestal fataal af. In de tijd dat men nog niet beschikte over een antigif waren vrijwel alle beten van mamba's dodelijk. Een beet waarbij relatief veel gif direct in de bloedbaan terechtkomt is het gevaarlijkst; de dood kan binnen enkele minuten intreden. Het is bekend dat het gif de spijsvertering van de slang ondersteunt, waardoor een slachtoffer al na enkele uren begint te ontbinden.
Bij de meeste giftige slangen, zoals veel adders, worden mensen vaak in hun voet of been gebeten, doordat de slang zich op de bodem bevindt als deze toeslaat. Mamba's bewegen zich tijdens het kruipen opgericht, waardoor de kop van de slang zo'n halve meter boven het maaiveld uitsteekt. Hierdoor treft de slang meestal het lichaam van het slachtoffer, wat de beet gevaarlijker maakt dan wanneer deze in de voet wordt toegebracht.
Het gif van de mamba's is wit van kleur en heeft een hoge viscositeit. Het gif is in tegenstelling tot het gif van de verwante cobra's niet geel van kleur.
Zodra een mamba uit het ei kruipt draagt deze direct gif bij zich, grotere mamba's hebben echter veel meer gif dan kleinere. De gifklieren van slangen zijn in feite gemodificeerde speekselklieren en grotere exemplaren hebben grotere klieren. Bij een beet kan bij grote exemplaren 100 tot 400 milligram gif worden geïnjecteerd. Een dosis van 10 tot 15 milligram is voor een mens al dodelijk, zodat met het gif van een enkele beet tientallen mensen kunnen worden gedood. Van de zwarte mamba is bekend dat als de slang in het nauw wordt gedreven meerdere keren na elkaar kan worden gebeten, waarbij steeds gif wordt afgegeven.
De drie in bomen levende soorten mamba's zijn minder gevaarlijk, om verschillende redenen. Ze blijven een stuk kleiner en hebben daardoor minder gif. Daarnaast komen de arboreale soorten minder snel in contact met mensen dan de bodembewonende zwarte mamba. Ten slotte zijn de boombewoners eerder geneigd om te vluchten dan de zwarte mamba.

### Bedreigingen
Mamba's worden voornamelijk bedreigd door de vernietiging of verandering van de natuurlijke habitat. Dergelijke veranderingen bestaan uit het kappen van bomen voor de houtwinning. Ook worden gebieden ontbost om landbouwactiviteiten te ontplooien. Van mamba's is beschreven dat ze erg goed aangepast zijn aan een veranderende leefomgeving. Ze kunnen zich handhaven in tuinen, parken en andere gecultiveerde gebieden. Uiteindelijk ontstaan echter geïsoleerde populaties die niet meer levensvatbaar zijn.